# La Fayette - Una spada per due bandiere
La Fayette - Una spada per due bandiere (Lafayette) è un film del 1961 diretto da Jean Dréville.

## Trama
1776: le mal equipaggiate colonie statunitensi combattono per l'indipendenza contro le forze superiori dell'Impero Britannico. Il generale Washington manda Silas Deane in Francia affinché recluti ufficiali e soldati utili alla causa. Tra questi vi è il marchese De Lafayette, un sanguigno e impulsivo diciannovenne deciso a sfidare Luigi XVI e combattere per la libertà.

## Produzione
Girato dal 13 febbraio al 7 agosto 1961, nella produzione vennero impiegati 300 attori, 50 000 comparse e 5 000 cavalli.

### Luoghi delle riprese
Gli interni sono stati girati nella reggia di Versailles, negli Studios de la Victorine di Nizza e negli Avala Studios a Belgrado; gli esterni nella Valle della Loira e a Jouars-Pontchartrain.

## Distribuzione
Uscito in prima l'8 febbraio 1962 in Francia, venne distribuito nelle sale francesi solo il 14 febbraio 1962; in Italia il 28 settembre 1962.

## Riconoscimenti
- Premio Bambi a Liselotte Pulver